# Splendor in the Grass (album)
Splendor in the Grass è un album discografico del gruppo americano Pink Martini, di genere world e latin pubblicato nel 2009 dall'etichetta discografica Heinz Records.

## I brani
- Ninna Nanna è un pezzo melodico cantato in napoletano dalla voce femminile, con una pronuncia quasi perfetta.
- Ohayoo Ohio è un brano latineggiante con abbondante uso delle percussioni. Non c'è testo, ma solo alcuni interventi coristici. È presente uno squillante assolo di tromba.
- Splendor In The Grass è un altro pezzo mezzo latino e mezzo francese; è cantato in lingua francofona dalla voce femminile.
- And There You're Gone è un altro pezzo latineggiante, in forma di beguine, cantato dalla voce femminile.
- But Now I'm Back è un brano cantato dalla voce maschile, in uno diretto dal pianoforte e con intervento dei violini in "pizzicato".
- Over The Valley è un brano dall'atmosfera soffusa cantato dalla voce femminile.
- Tuca Tuca è una cover del celebre brano di Raffaella Carrà, qui eseguito in stile swing e cantato dalla voce femminile in ottima pronuncia italiana.
- Bitty Boppy Betty è una composizione divertente, stile anni trenta con assolo di tromba prima, e pianoforte poi.
- Sing è un ulteriore brano dall'andamentolatino cantato sia dalla voce femminile che da quella maschile (quest'ultima canta in spagnolo).
- Piensa En Mi è uno struggente pezzo d'atmosfera cantato in spagnolo dalla cantante messicana Chavela Vargas.
- New Amsterdam è un brano lento e malinconico sorretto dal pianoforte con un assolo di sassofono e clarinetto.
- Ninna Nanna (reprise) è la ripresa del pezzo d'apertura.

## Formazione
- China Forbes - voce
- Emilio Delgado - voce
- Thomas Lauderdale - piano
- Dan Faehnle - chitarra
- Phil Baker - basso
- Brian Davis - percussioni
- Derek Rieth - percussioni
- Martin Zarzar - percussioni
- Timothy Nishimoto - percussioni
- Julie Coleman - violino
- Nicholas Crosa - violino
- Gregory Ewer - violino
- Joy Fabos - violino
- Paloma Griffin - violino
- Jennifer Arnold - viola (strumento musicale)
- Charles Noble - viola
- Joel Belgique - viola
- Heather Blackburn - violoncello
- Pansy Chang - violoncello
- Timothy Jensen - sax
- Maureen Love - arpa
- Gavin Bondy - tromba
- Neil Anderson - cori
- John Bartley - cori
- Christopher Benjamin - cori
- Daniel Dempsey - cori

### Altri musicisti
- Courtney Taylor-Taylor - chitarra in "Splendor in the Grass"